# ارتش نظام جدید
ارتش نظام جدید (به ترکی عثمانی: نظام جدید اوردوسو) به استقرار نظامیِ نظام جدید اشاره دارد. ارتش نظام جدید در زمان خود، به‌طور وسیعی شکست خورد، اما ثابت شد که نیروی پیاده بسیار موثرتری نسبت به ینی‌چری است.

## پس‌زمینه
پس از شکست عثمانی در جنگ با روسیه در سال ۱۷۹۲ میلادی که همزمان با جنگ اتریش و روسیه روی داد، سلیم سوم به این نتیجه رسید که امپراتوری برای زنده ماندن، به اصلاحات جدی نیاز دارد. در نتیجه او اقدام به اجرای مجموعه‌ای از اصلاحات با هدف سازماندهی مجدد ارتش بر اساس اسلوب نیروهای نظامی اروپایی کرد. این موضوع شامل استفاده از تاکتیک‌های آموزش اروپایی، سلاح و حتی افسران بود. این اصلاحات، ینی‌چری‌ها را که بدگمان و غیرقابل گفتمان بودند، به سوی اصلاحات سوق داد. برای رسیدن به این هدف، سلیم سوم نظام جدید را در ۱۷۹۷ میلادی ایجاد کرد تا جایگزینی برای ینی‌چری‌ها تشکیل دهد. در سال ۱۸۰۶ میلادی ارتش جدید ۲۶،۰۰۰ نفر را در اختیار داشت که مجهز به یونیفرم سبک فرانسوی، سلاح‌های اروپایی و یک هنگ مدرن توپخانه بود. با توجه به ماهیت مشخص و مدرن آن، این ارتش «نظام جدید» نام‌گذاری شد.
با این حال، زمانی که جنگ با امپراتوری روسیه دوباره آغاز شد، سلیم سوم در استفاده از ارتش نوین غربی در نبرد، با وجود تعداد ۲۵ هزار نفر سرباز قدرتمند مردد بود. نظام قدیم به‌شدت با این دوره از اصلاحات در امپراتوری عثمانی مخالف بود؛ ابتدا در واقعهٔ ادرین در سال ۱۸۰۶ میلادی — هنگامی که تلاش‌های سلیم سوم برای گسترش نظام جدید به تراکیه به اثبات رسیده بود — توسط ائتلافی از ینی‌چریها و آیان‌های محلی متوقف شد، و بعدها با عزل او در مهٔ ۱۸۰۷ میلادی که در طی آن سربازان نظام جدید یا متفرق و یا قتل‌عام شدند. در حالی که نظام جدید در نهایت شکستی برای سلیم سوم بود، این تلاش در دوران حکومت محمود دوم پس از نابودی سپاه ینی‌چری در طی پیشامد فرخنده ادامه یافت. با این حال شکست نظامی در برابر روسیه متوقف نشد.